# Artur Svensson
Pour les articles homonymes, voir Svensson.
Artur Hjalmar Sölve Svensson (né le 16 janvier 1901 à Finspång et décédé le 20 janvier 1984 dans la même ville) est un athlète suédois spécialiste du 400 mètres. Il était licencié au Finspångs IK.

## Biographie

### Palmarès
| Date | Compétition           | Lieu  | Résultat | Performance  |
| ---- | --------------------- | ----- | -------- | ------------ |
| 1924 | Jeux olympiques d'été | Paris | 2e       | 3 min 17 s 0 |

### Records
| Épreuve    | Performance | Lieu | Date |
| ---------- | ----------- | ---- | ---- |
| 400 mètres | 49 s 1      |      | 1924 |